# میتسکو تودوروف
میتسکو تودوروف (بلغاری: Митко Тодоров؛ زادهٔ ۱۶ ژوئن ۱۹۵۶) بازیکن والیبال اهل بلغارستان است.